# Cantón de Belz
El cantón de Belz era una división administrativa francesa, que estaba situada en el departamento de Morbihan y la región de Bretaña.

## Composición
El cantón estaba formado por cinco comunas:
- Belz
- Erdeven
- Étel
- Locoal-Mendon
- Ploemel

## Supresión del cantón de Belz
En aplicación del Decreto nº 2014-215 de 21 de febrero de 2014, el cantón de Belz fue suprimido el 22 de marzo de 2015 y sus 5 comunas pasaron a formar parte del nuevo cantón de Quiberon.